# 274
274 (CCLXXIV) var ett normalår som började en torsdag i den julianska kalendern.

## Händelser

### December
- 25 december – Den romerske kejsaren Aurelianus dedicerar ett tempel till Sol Invictus på den tredje dagen efter vintersolståndet och dagen efter solens återfödelse. Denna religion, som i huvudsak är monoteistisk blir statsreligion i Romarriket.

### Okänt datum
- Det Galliska riket (Gallien och Britannien) återerövras av Aurelianus. I och med detta och erövringen av Palmyra (272) är Romarriket enat igen.
- Aurelianus antar en viktig myntreform i riket.
- Germanska stammar utnyttjar det fakutm att diverse romerska arméer har förintats vid Rhen. De plundrar och avfolkar stora delar av Gallien, inklusive Lutetia. Rhengränsen går förlorad för romarna för 20 år framåt. Franker lever från och med nu i nuvarande södra Nederländerna, norra Belgien och Rhenlandet.
- Kungariket Aksum får stort välstånd tack vare kontrollen över handeln på Röda havet.

## Avlidna
- 30 december – Felix I, kristet helgon, påve sedan 269
- Cao Fang, kejsare av det kinesiska kungariket Wei
- Zenobia, före detta drottning av Palmyra